# Gonzalez (banda)
Gonzalez fue una banda británica de R&B y funk fundada en 1970 por Godfrey McLean y Bobby Tench de la banda The Gass. Lograron prominencia como banda de soporte para algunas estrellas de R&B, funk y soul. Su álbum homónimo fue publicado en 1974. La agrupación grabó otros cinco discos antes de separarse en 1986, logrando el reconocimiento internacional en 1979 con su exitoso sencillo "Haven't Stopped Dancing Yet".

## Discografía

### Estudio
- Gonzalez (EMI), (1974)
- Our Only Weapon Is Our Music (Capitol), (1975)
- Shipwrecked (Capitol), (1977)
- Haven't Stopped Dancin' (Capitol), (1979)
- Move it to the Music (Capitol), (1979)
- Watch Your Step (Capitol), (1980)